# Lövångers distrikt
Lövångers distrikt är ett distrikt i Skellefteå kommun och Västerbottens län. Distriktet ligger omkring Lövånger i östra Västerbotten.

## Tidigare administrativ tillhörighet
Distriktet inrättades 2016 och utgörs av socknen Lövånger i Skellefteå kommun.
Området motsvarar den omfattning Lövångers församling hade 1999/2000.

## Tätorter och småorter
I Lövångers distrikt finns en tätort och fyra småorter.

### Tätorter
- Lövånger

### Småorter
- Bodan
- Hökmark
- Mångbyn
- Vebomark